# Minoru Mochizuki

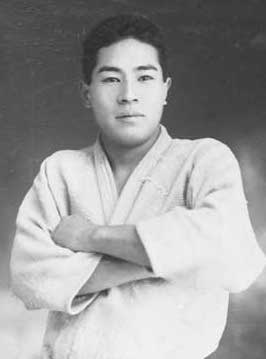
El maestro Minoru Mochizuki c. 1930

Minoru Mochizuki (7 de abril de 1907 – 30 de mayo de 2003) fue un respetado artista marcial japonés reconocido mundialmente como uno de los más importantes budokas del siglo XX. Practicó con los mejores maestros del Japón moderno como Morihei Ueshiba (creador del Aikido), Gichin Funakoshi (creador del Karate Do moderno, y del estilo shotokan), Nakayama Hakudo (pionero del kendo moderno, asimismo maestro de kenjutsu, iaido y jodo), Jigorō Kanō (creador del Judo) y Kyuzo Mifune (maestro del judo como arte marcial) entre otros. A partir de ese aprendizaje creó el dojo Yoseikan.

## Biografía
El maestro Minoru Mochizuki nació en Shizuoka, Japón el 7 de abril de 1907, como descendiente de una familia de samuráis, se le permitió que desde muy pequeño pudiera empezar la práctica de las artes marciales. A los cinco años empezó practicando judo en el dojo de su abuelo, pero ante la aparente facilidad de este arte marcial decidió empezar a practicar además kendo (esgrima con sable) y el estilo de Gyokushin jujutsu (lucha cuerpo a cuerpo). Con 19 años entró en el instituto Kōdōkan donde estudió judo bajo la supervisión de su creador el maestro Jigorō Kanō y el maestro Kyuzo Mifune, al poco tiempo se le concedió el grado de 3 Dan o sandan, un logro para esa época.
El maestro fundador del Judo, Jigoro Kano temía que las artes marciales tradicionales desaparecieran, en medio de la occidentalización del Japón, y por ello tuvo la iniciativa de crear la Kenkyukai, una sociedad creada para velar por las artes marciales tradicionales. Así pues decidió mandar a estudiar a sus alumnos más aventajados con los antiguos maestros de artes marciales clásicas o Koryū Budō y de artes marciales tradicionales o Gendai Budo. Minoru fue enviado inicialmente a estudiar Karate con el maestro Gichin Funakoshi. Finalmente en octubre de 1930 después de presenciar una demostración de jujutsu en Meijiro, Kano lo envía a estudiar Daito Ryu Aikijujutsu con el maestro Morihei Ueshiba,  a la cual más adelante Ueshiba daría posteriormente un enfoque pacifista, no bélico conocido actualmente como el arte marcial tradicional del Aikido Aikikai.
Gracias a la experiencia que Mochizuki tenía en las artes del budo se convirtió en el principal alumno de Ueshiba llegando a ser supervisor de sus estudiantes internos o Uchideshi y acompañándolo por todo Japón haciendo demostraciones. Su amistad llegó a tal punto que Ueshiba le pidió que se casase con su hija para así ser su hijo adoptivo y convertirse en su sucesor, oferta que Mochizuki rechazó. Poco tiempo después Mochizuki cayó enfermo y tuvo que volver a su casa en Shizuoka. Después de una temporada en el hospital, abrió un dojo en su ciudad natal con la ayuda de su hermano y algunos amigos. En la inauguración estuvieron presentes grandes personalidades como el maestro Morihei Ueshiba, el general Miura y políticos y militares de gran influencia.
Poco tiempo después Mochizuki fue enviado a Mongolia como gobernador de la provincia de Karachi donde introdujo las artes marciales en el sistema educativo mongol. Donde estudió el sistema de kung-fu/kempo de la provincia. A pesar de ser parte de las fuerzas invasoras japonesas, simpatizó con los mongoles al llevar la educación y ampliar la red de servicios públicos. Ocho años después, regresó a Japón. Es importante notar que sus conocimientos del kempo mongol y del karate japonés fueron unidos bajo el formato de formas o kata.
En 1951, el maestro Mochizuki viajó a Francia para enseñar primordialmente judo. Pero dio igualmente dio a conocer las artes del aikido, karate, kobudo (armas tradicionales) y iaidō (sable), en Europa por primera vez. Fue entonces cuando conoció al espía militar argelino de nacionalidad francesa Jim Alcheik quien se convirtió en su alumno y posteriormente su sucesor inicial en Europa. En 1954 regresó a Japón junto con Alcheik para fundar el Yoseikan Hombu dojo en su ciudad natal el cual permanece abierto actualmente. Continuó teniendo un amistoso contacto con el maestro Morihei Ueshiba y su familia, y con la principal organización del Aikido a nivel mundial, el instituto Aikikai; hasta que falleció en 1969. Posteriormente sus hijos Tetsuma y Hiroo, tomaron el liderazgo del dojo familiar.

## Títulos
En las artes marciales algunos de los rangos obtenidos fueron: 10.º Dan de aikido, 9.º Dan jujutsu, 8.º Dan iaidō, 8.º Dan tenshin shōden katori shintō-ryū, 8.º Dan judo, 5.º Dan kendo, 5.º Dan karate, 5.º Dan jojutsu, además de obtener otras titulaciones en varias escuelas clásicas o "ryu" como Gyokushin ryu Jujutsu, Daito Ryu, etc.

## Estilos y sistemas fundados por sus alumnos
Jim Alcheik y Ronald Hernaez, posteriormente desarrollaron el sistema de Nihon Tai-Jitsu; Jan Jansessens, Alain Floquet, y José Miranda los sistemas de Aikijujutsu Yoseikan y Aikibudo moderno. El maestro Teruo Sano, lidera la organización de karate Yoseikan Ryu en el Japón; la cual tiene representantes en: Australia, Inglaterra y Canadá. Uno de los hijos del maestro Minoru Mochizuki, el franco-japonés Hiroo Mochizuki desarrolló el popular sistema deportivo del Yoseikan Budo, que no solo incluye las artes del gendai budo, como el aikido, el judo y el karate, sino además el kobudo o manejo de armas tradicionales, el jujutsu, el kickboxing, y hasta el sistema de equitación samurái o bajutsu. Este sistema también recibió la influencia de las experiencias propias del maestro Hiroo en boxeo, y savate, llegando a consolidar todo bajo un solo formato.
En Uruguay la escuela de Kempo Mongol "San Shu Kan", fundada por uno de sus discípulos Damián González, está actualmente en funcionamiento.

## Discípulos
Entre sus discípulos más famosos se encuentran:
- Roland Hernaez
- Jim Alcheik
- Hiroo Mochizuki
- Alain Floquet
- Tetsuma Mochizuki
- Teruo Sano